# José Luis Calderón Cabrera
José Luis Calderón Cabrera (* vor 1930 in Mexiko-Stadt; † 7. Juni 2004 ebenda) war ein mexikanischer Architekt und Professor an der Architekturschule der Universidad Anáhuac im Campus México Norte sowie an der Escuela Nacional de Arquitectura der Universidad Nacional Autónoma de México.
Als Architekt arbeitete er überwiegend mit seinem Bruder Bernardo zusammen. Schwerpunkte seiner Arbeit waren Kirchenbau- und Denkmalrestaurationen sowie Rekonstruktionen, die er bis Ende der 1980er-Jahre selbst durchführte, später dann leitete. Er wurde kurz vor seinem Tode von der Universidad Anáhuac mit der Medaille für akademische Verdienste (Medalla al Mérito Académico) geehrt.